# Polaris (estrella)
Polaris es el nombre de la estrella α Ursae Minoris (α UMi, 1 UMi), la más brillante de la constelación de la Osa Menor, con magnitud aparente +1.97, que la hace visible a simple vista por la noche. También recibe el nombre de Estrella Polar o Estrella del Norte, por su cercanía al polo norte celeste.
Como la variable cefeida más cercana, su distancia se usa como parte de la escalera de distancia cósmica. El paralaje estelar conseguido por el satélite Hipparcos da una distancia a Polaris de aproximadamente 433 años luz (133 parsecs), mientras que la misión sucesora Gaia da una distancia de aproximadamente 447.6 años luz (137.2 parsecs). Los cálculos por otros métodos varían ampliamente.
Aunque aparece a simple vista como un solo punto de luz, Polaris es un sistema estelar triple, compuesto por la primaria, una supergigante amarilla denominada Polaris Aa, en órbita con una compañera más pequeña, Polaris Ab; el par está en una órbita más amplia con Polaris B. El par exterior AB fue descubierto en agosto de 1779 por William Herschel.

## Etimología
El nombre Polaris proviene del latín Stella Polaris (‘estrella polar’). Dada su proximidad al polo norte, la estrella ha recibido gran atención desde la antigüedad; los navegantes griegos la llamaron Kynosoura o Cynosura, cuyo significado es 'Cola del perro'.
En China era conocida con nombres diversos: Pih Keih, Ta Shin y Tien Hwang Ta ti (‘el Gran Gobernante Imperial del Cielo’). En el norte de la India recibía el título de Grahadhara, (‘Apoyo de los planetas’). Representaba a Dhruvá y el astrónomo persa Al-Biruni señaló que en su época —en torno al año 1000 a. C.— representaba al mismo Dhruvá. Era objeto de culto, como también lo ha sido hasta hace poco para los Mandeanos del Tigris y del bajo Éufrates. En Damasco, recibía el título de Mismar (‘la Aguja’ o ‘el Clavo’).

## Sistema estelar

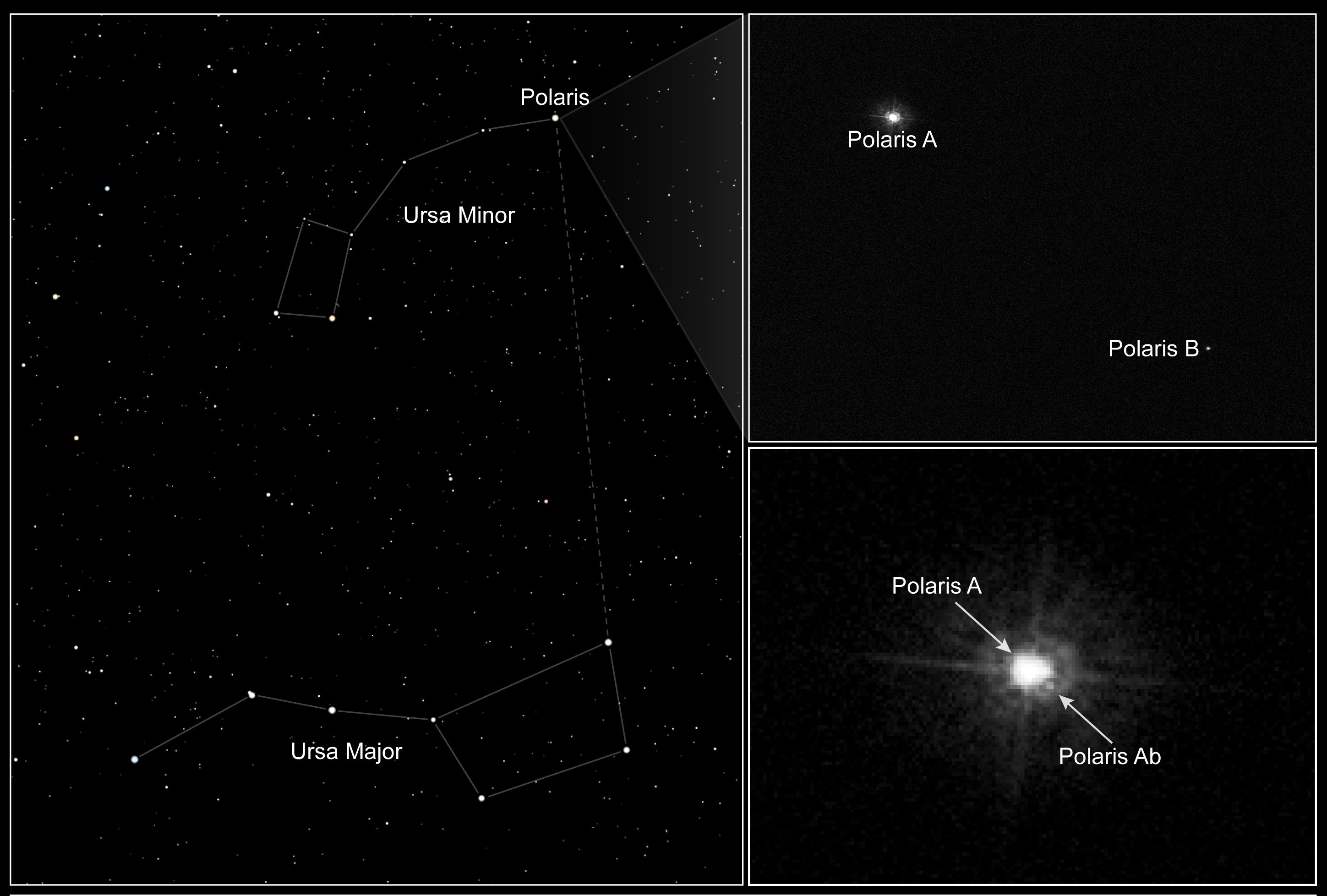
Componentes de Polaris vistos por el Telescopio Espacial Hubble

Polaris Aa es una evolucionada supergigante amarilla de tipo espectral F7Ib con 5.4 masa solar (M☉). Es la primera Cefeida clásica cuya masa se determina a partir de su órbita. Las dos compañeras más pequeñas son Polaris B, una estrella de secuencia principal F3 con una masa de 1.39 M☉ que orbita a una distancia de 2400 unidades astronómicas (au), y Polaris Ab (o P), una estrella de secuencia principal F6 muy cercana con una masa de 1.26 M☉. Polaris B puede resolverse con un telescopio modesto. William Herschel descubrió la estrella en agosto de 1779 utilizando un telescopio reflector propio, uno de los mejores telescopios de la época. En enero de 2006, la NASA publicó imágenes, procedentes del Telescopio Hubble, que mostraban los tres miembros del sistema ternario de Polaris.
La velocidad radial variable de Polaris A fue reportada por W. W. Campbell en 1899, lo que sugirió que esta estrella es un sistema binario. Dado que Polaris A es una variable cefeida conocida, J. H. Moore en 1927 demostró que los cambios de velocidad a lo largo de la línea de visión se debían a una combinación del período de pulsación de cuatro días combinado con un período orbital mucho más largo y una gran excentricidad de alrededor de 0.6. Moore publicó elementos orbitales preliminares del sistema en 1929, dando un período orbital de unos 29.7 años con una excentricidad de 0.63. Este período fue confirmado por elementos orbitales preliminares del sistema en 1929, dando un período orbital de unos 29.7 años con una excentricidad de 0.63. Este período fue confirmado por estudios de movimiento propio realizados por B. P. Gerasimovič en 1939.
Como parte de su tesis doctoral, en 1955 E. Roemer utilizó datos de velocidad radial para deducir un período orbital de 30.46 años para el sistema Polaris A, con una excentricidad de 0.64. K. W. Kamper en 1996 produjo elementos refinados con un período de 29.59 años y una excentricidad de 0.608 ± 0.005. En 2019, un estudio de R. I. Anderson dio un periodo de 29.32 años con una excentricidad de 0.620 ± 0.008.
Antes se pensaba que había dos componentes más separados —Polaris C y Polaris D—, pero se ha demostrado que no están físicamente asociados con el sistema Polaris.

## Observación

### Variabilidad

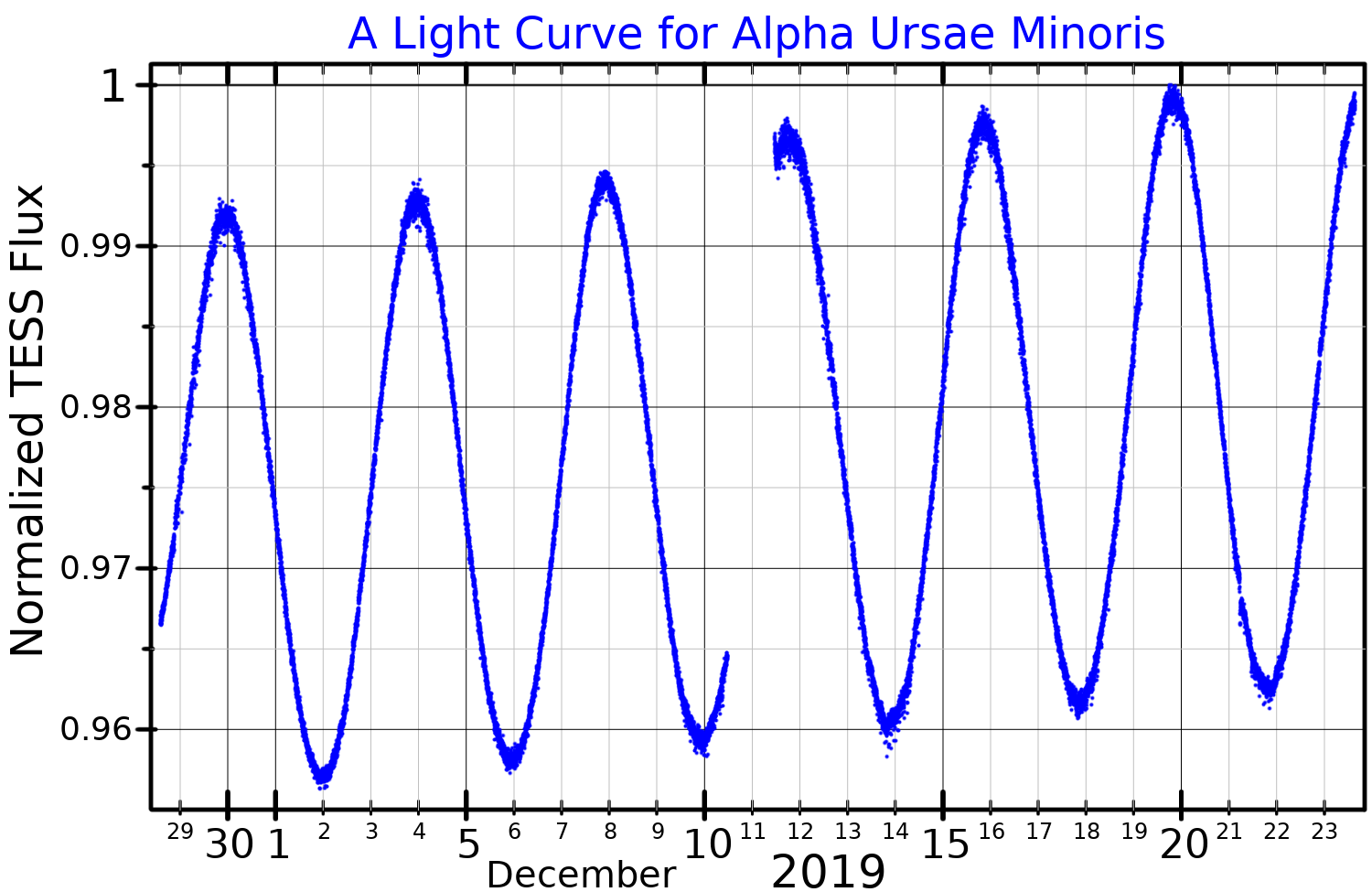
Una curva de luz de Polaris, trazada a partir de los datos de TESS.

Polaris Aa, el componente primario supergigante, es una Población I de baja amplitud variable Cefeida clásica de baja amplitud, aunque antes se pensaba que era una Cefeida de tipo II debido a su elevada latitud galáctica. Las cefeidas constituyen una importante vela estándar para determinar la distancia, por lo que Polaris, al ser la estrella de este tipo más cercana, es muy estudiada. La variabilidad de Polaris se sospechaba desde 1852; esta variación fue confirmada por Ejnar Hertzsprung en 1911.
El rango de brillo de Polaris se da como 1.86‑2.13, pero la amplitud ha cambiado desde su descubrimiento. Antes de 1963, la amplitud era superior a 0.1 magnitud y disminuía muy gradualmente. Después de 1966, disminuyó muy rápidamente hasta ser inferior a 0.05 de magnitud; desde entonces, ha variado erráticamente cerca de ese rango. Se ha informado de que ahora la amplitud está aumentando de nuevo, una inversión que no se ha visto en ninguna otra Cefeida.

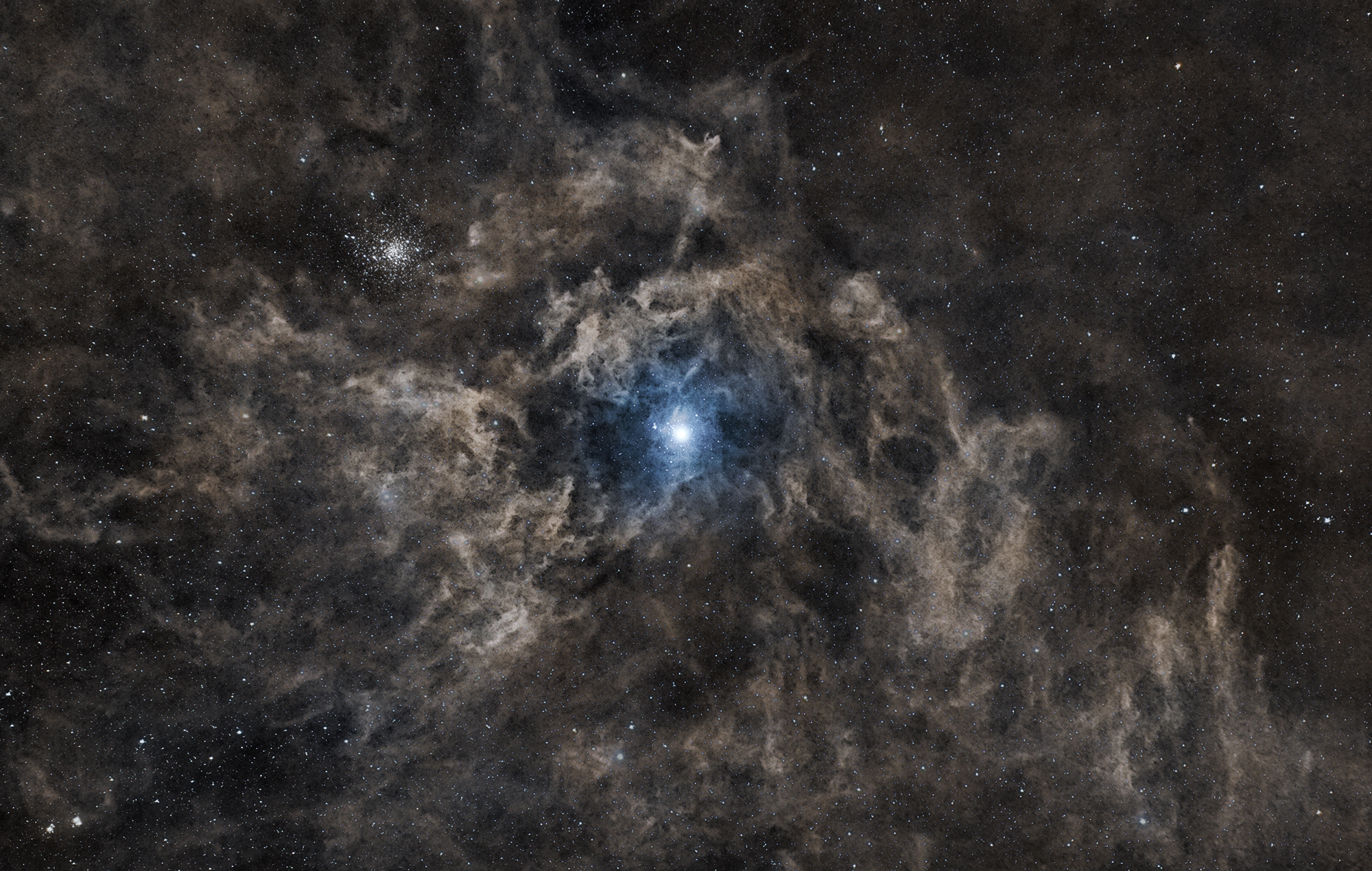
Polaris y su nebulosa de flujo integrado que la rodea.

El periodo, de unos 4 días, también ha cambiado con el tiempo. Ha aumentado de forma constante en torno a 4.5 segundos al año, con la excepción de un paréntesis en 1963-1965. Originalmente se pensó que esto se debía a la evolución secular hacia el rojo (menor temperatura) a través de la franja de inestabilidad cefeida, pero puede deberse a la interferencia entre los modos de pulsación primario y de primer sobretono. Los autores discrepan sobre si Polaris es un pulsador fundamental o de primer sobretono y sobre si está cruzando la franja de inestabilidad por primera vez o no.
La temperatura de Polaris varía sólo en una pequeña cantidad durante sus pulsaciones, pero la cantidad de esta variación es variable e impredecible. Los cambios erráticos de temperatura y la amplitud de los cambios de temperatura durante cada ciclo, de menos de 50 K a al menos 170 K, pueden estar relacionados con la órbita con Polaris Ab.
Una investigación publicada en Science sugiere que Polaris es 2.5 veces más brillante hoy que cuando Ptolomeo la observó, pasando de tercera a segunda magnitud. El astrónomo Edward Guinan considera que se trata de un cambio notable y ha dejado constancia de que «si son reales, estos cambios son cien veces mayores que [los] predichos por las teorías actuales de evolución estelar».

### Papel como estrella polar
Debido a que Polaris se encuentra casi en línea directa con el eje de rotación de la Tierra «por encima» del Polo Norte —el polo norte celeste— Polaris permanece casi inmóvil en el cielo, y todas las estrellas del cielo boreal parecen girar a su alrededor. Por lo tanto, constituye un excelente punto fijo desde el que realizar mediciones para la navegación celeste y para la astrometría. La elevación de la estrella sobre el horizonte da la latitud aproximada del observador.
En 2018 Polaris se encontraba a 0.66° del polo de rotación (1.4 veces el disco de la Luna), por lo que gira alrededor del polo en un pequeño círculo de 1.3° de diámetro. Estará más cerca del polo (a unos 0.45 grados) poco después del año 2100. Al estar tan cerca del polo norte celeste, su ascensión recta cambia rápidamente debido a la precesión del eje de la Tierra, pasando de 2.5 h en el año 2000 a 6 h en el año 2100. Dos veces en cada día sideral el acimut de Polaris es el norte verdadero; el resto del tiempo está desplazado hacia el este o el oeste, y el rumbo debe corregirse utilizando tablas o una regla empírica. La mejor aproximación se realiza utilizando el borde anterior de la «Osa Mayor» asterismo en la constelación de la Osa Mayor. El borde de ataque (definido por las estrellas Dubhe y Merak) está referenciado a la esfera de un reloj, y el verdadero acimut de Polaris se calcula para diferentes latitudes.
El movimiento aparente de Polaris hacia y, en el futuro, lejos del polo celeste, se debe a la precesión de los equinoccios. El polo celeste se alejará de α UMi después del siglo XXI, pasando cerca de Gamma Cephei hacia el siglo XLI y acercándose a Deneb cuando llegue el siglo XCI.
El polo celeste estaba cerca de Thuban alrededor del 2750 a. C., y durante la antigüedad clásica estaba ligeramente más cerca de Kochab (β UMi) que de Polaris, aunque todavía a unos 10° de cualquiera de las dos estrellas. Se encontraba aproximadamente a la misma distancia angular de β UMi que a α UMi a finales de la antigüedad tardía. El navegante griego Piteas hacia el 320 a. C. describió el polo celeste como carente de estrellas. Sin embargo, como una de las estrellas más brillantes cerca del polo celeste, Polaris se utilizó para la navegación al menos desde la antigüedad tardía, y descrita como ἀεί φανής (aei phanēs, ‘siempre visible") por Stobaeus (siglo V), y podría describirse razonablemente como Stella Polaris desde aproximadamente la Alta Edad Media. En su primer viaje transatlántico en 1492, Cristóbal Colón tuvo que corregir el «círculo descrito por la estrella polar alrededor del polo». En la obra de William Shakespeare Julio César, escrita hacia 1599, César se describe a sí mismo como «tan constante como la estrella del norte», aunque en la época de César no había una estrella del norte constante.
Polaris fue referenciada en el libro de Nathaniel Bowditch de 1802, American Practical Navigator, donde aparece como una de las estrellas de navegación.

## Estrella polar
Debido a los movimientos del eje terrestre de la precesión de los equinoccios y de nutación, las estrellas no permanecen realmente fijas en la bóveda celeste. Por ello Polaris no será siempre la estrella más cercana al polo norte, como tampoco lo fue en el pasado. Polaris se sigue acercando a nuestro polo norte celeste, para después alejarse paulatinamente de él, y al que volverá dentro de un ciclo completo de precesión, dentro de 25 780 años. Otras estrellas, entre las que se incluyen Thuban (α Draconis) y Vega (α Lyrae), fueron la estrella polar en el pasado y lo volverán a ser en el futuro.
Para localizar Polaris en el cielo, basta con prolongar la línea que determinan las estrellas Merak y Dubhe (β y α Ursae Majoris, respectivamente), hallando la Estrella Polar a una distancia equivalente a cinco veces la distancia de separación de las dos estrellas antes mencionadas.
El equivalente de Polaris en el polo sur es la estrella σ Octantis, llamada por ello Polaris Australis. Sin embargo, al ser una estrella de quinta magnitud apenas visible a simple vista, en la práctica se utiliza la constelación de la Cruz del Sur para localizar el polo sur celeste.

## Características físicas
Polaris es una supergigante amarilla de tipo espectral F7Ib-II situada a 431 años luz de la Tierra con una luminosidad 2440 veces mayor que la solar. Su radio es 45 veces mayor que el radio solar. Es una variable pulsante cefeida cuyo brillo fluctúa entre magnitud +1.86 y +2.13 en un período de 3.9696 días; en la actualidad (2010) sus pulsaciones se han detenido o son tan reducidas que no pueden detectarse. En 2018 el satélite Gaia ha determinado finalmente su paralaje y de ahí su distancia: 447 años luz.
Polaris forma un sistema estelar con dos estrellas acompañantes. La más brillante de ellas, Polaris B, es de octava magnitud y está situada a 18 segundos de arco; es una estrella de la secuencia principal de tipo F3V que se encuentra al menos a 2400 au de la estrella principal Polaris A. Más próxima a esta última se encuentra la otra acompañante, Polaris C, inicialmente descubierta por espectroscopia y posteriormente resuelta mediante el telescopio espacial Hubble. Es una enana amarilla de tipo F7V que se mueve en una órbita excéntrica a una distancia media de 17 au respecto a Polaris A y cuyo período orbital es de 29.6 años.

## Polaris, The Beatles
El 5 de febrero de 2006, a las 00:00 UTC, la NASA transmitió la canción de The Beatles (John Lennon) «Across the Universe» en dirección a la estrella Polaris. La transmisión se realizó usando una antena de 70 m en el Complejo de Comunicaciones con el Espacio Profundo de Madrid, localizado en las afueras de Madrid, España. Y se hizo con un transmisor «X band», lo que dio a la antena 18 kW.
El objetivo era celebrar el 40.º aniversario de la canción, el 45.º aniversario de la Deep Space Network (DSN) y el 50.º aniversario de la NASA. La idea la concibió el historiador de los Beatles Martin Lewis, quien invitó a todos los seguidores de los Beatles a reproducir la canción como si fuera a ser enviada a una estrella distante. Esta es la segunda ocasión en que una pieza musical ha sido intencionalmente transmitida al espacio exterior (la primera fue el mensaje interestelar: «1st Theremin Concert to Aliens»), y fue aprobada por Paul McCartney, Yoko Ono y Apple Records.